# Castigo sin crimen (cuento de Ray Bradbury)
Castigo sin crimen (título original en inglés: Punishment Without Crime) es un relato corto de Ray Bradbury publicado originalmente en la revista Other Worlds de marzo de 1950.

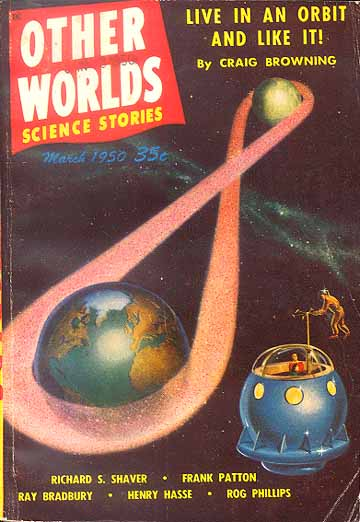
Portada de Other Worlds de marzo de 1950

El cuento, de la serie "Marionettes, Inc.", fue publicado en la antología de varios autores Science Fiction Terror Tales (1955) y en las de Bradbury: Long After Midnight (1976) y The Stories of Ray Bradbury (1980).

## Argumento
Trata sobre un hombre, George Hill, que sabe que su esposa Katie lo engaña. Por ello, contrata a Marionettes Inc. para crear una réplica perfecta de su esposa y matarla.

## Adaptaciones
Punishment Without Crime fue adaptado al cómic y publicado en el número de septiembre-octubre de 1953 de Weird Science, de la editorial EC Comics, con guion de Albert Feldstein e ilustraciones de Jack Kamen.
El propio Bradbury adaptó la historia para la serie The Ray Bradbury Theater. El episodio Punishment Without Crime fue emitido el 16 de abril de 1988. Fue dirigido por Bruce McDonald e interpretado por Donald Pleasence, Lynsey Baxter y Peggy Mount.